# Eline Roebers
Eline Roebers (Ámsterdam, 22 de mayo de 2006) es una Maestra Internacional de ajedrez neerlandesa. Es la actual Campeona de Países Bajos Femenina y fue Campeona Juvenil 2022 en la división abierta. Fue Campeona del Mundo Juvenil en línea 2020 en la división de chicas menores de 14 años, y fue la primera jugadora neerlandesa en ganar un Campeonato del Mundo Juvenil en cualquier categoría. Roebers comenzó a jugar al ajedrez a los siete años y ha sido entrenada por el Maestro Internacional Robert Ris. Su padre Jan es Maestro FIDE (FM). Ganó una medalla de bronce individual en el segundo tablero en el Campeonato de Europa Femenino por Equipos en 2021.

## Carrera

### 2021
Roebers ganó el Brugse Meesters en Bélgica en agosto de 2021, terminando en primera posición conjunta con una puntuación de 7½/9 y teniendo el mejor criterio de desempate.

### 2022
También se convirtió en la jugadora más joven y la primera mujer en ganar el Abierto de Untergrombach en Alemania en enero de 2022, derrotando al Gran Maestro ruso Vyacheslav Ikonnikov en la ronda final para terminar en primer lugar con una puntuación de 6½/7. En 2022, Roebers jugó el tablero 1 para las mujeres neerlandesas en la 44.ª Olimpiada de Ajedrez en Chennai (India), con una puntuación de 7,5/10 (+6-1=3) [a] y un TPR de 2532 que le valió una medalla de plata individual por su actuación en el tablero 1. Roebers ganó el Abierto de Untergrombach en Alemania en enero de 2022.

### 2023
Siendo la jugadora con menor puntuación del torneo, derrotó al GM Erwin L'Ami en el torneo Tata Steel Challengers 2023 en la 2ª ronda tras perder la primera ronda contra el prodigio Abhimanyu Mishra.
Participó en la Copa del Mundo Femenina de Ajedrez 2023, en la que derrotó a Yamama Asif Abdula Al Fayyadh, Mona Khaled y Klaudia Kulon, todas ellas por 2-0, antes de ser eliminada por Dronavalli Harika en la cuarta ronda.
En agosto de 2023, fue la mujer de 18 años o menos mejor clasificada en la lista de clasificación estándar de la FIDE, con una puntuación de 2407.